# لانغريكنباخ
لانغريكنباخ (بالألمانية: Langrickenbach) هي إحدى بلديات مقاطعة كروزلينغن في كانتون تورغاو في سويسرا. تبلغ مساحتها 10.85 كيلومتر مربع، ويقدر عدد سكانها بـ 1276 نسمة (حسب تعداد ديسمبر 2015).